# Oratino
Oratino är en ort och kommun i provinsen Campobasso i regionen Molise i Italien. Kommunen hade 1 694 invånare (2018).